# 16077 Arayhamilton
A 16077 Arayhamilton (ideiglenes jelöléssel 1999 RK157) a Naprendszer kisbolygóövében található aszteroida. A LINEAR projekt keretében fedezték fel 1999. szeptember 9-én.